# ニジボア
ニジボア（学名：Epicrates cenchria）は、ボア科カガヤキボア属に分類されるヘビの種である。カガヤキボア属の模式種。別名レインボーボア。

## 分布
南アメリカ大陸
- E. c. cenchria　ブラジルニジボア
  - ガイアナ、ブラジル、フランス（仏領ギアナ）、ベネズエラ

## 形態
最大全長250 cm。鱗に光が当たると構造色により虹色の光沢が表れることが和名や英名の由来である。幼蛇は成蛇に比べ色彩が鮮やかだが、成長に伴い黒ずむ。
- E. c. alvarezi　アルゼンチンニジボア
  - 暗褐色に円や半円状の明色の斑紋が入る。
- E. c. cenchria　ブラジルニジボア
  - 体形は細め。体色はオレンジ。胴体には黒い輪状の斑紋が入り、この斑紋は成長しても消えることはない。
- E. c. maurus　コロンビアニジボア
  - 体形は太め。体色は褐色。成長に伴い斑紋は消失する。

## 亜種
- Epicrates cenchria alvarezi　Abalos, Baez & Nader, 1964　アルゼンチンニジボア　Argentine rainbow boa
- Epicrates cenchria assisi　Machado, 1945　　Caatinga rainbow boa
- Epicrates cenchria barbouri　Stull, 1938　　Marajo Island rainbow boa
- Epicrates cenchria cenchria　(Linnaeus, 1758)　ブラジルニジボア　Brazilian rainbow boa
- Epicrates cenchria crassus　Cope, 1862　パラグアイニジボア　Paraguayan Rainbow Boa
- Epicrates cenchria gaigei　Stull, 1938　　Peruvian rainbow boa
- Epicrates cenchria hygrophilus　Amaral, 1954　　Espirito santo rainbow boa
- Epicrates cenchria maurus　Gray, 1849　コロンビアニジボア　Colombian rainbow boa
- Epicrates cenchria polylepis　Amaral, 1935　　Central highland rainbow boa

## 生態
熱帯雨林に生息する。幼蛇は樹上棲だが、成長に伴い地上棲になる。食性は動物食で、鳥類、小型哺乳類等を食べる。繁殖形態は卵胎生で、1回に8-30頭の幼蛇を産む。

## 人間との関係
ペットとして飼育されることもあり、日本にも輸入されている。最も流通するのは亜種コロンビアニジボアで、続いて基亜種が流通する。都道府県によっては条例により飼育にあたっては地方自治体の許可が必要だったが動物愛護法の改正により、2007年現在本種を飼育することに対しての法規制はない。低温と乾燥に弱いため、特に日本の冬季の飼育は注意が必要になる。

## 画像

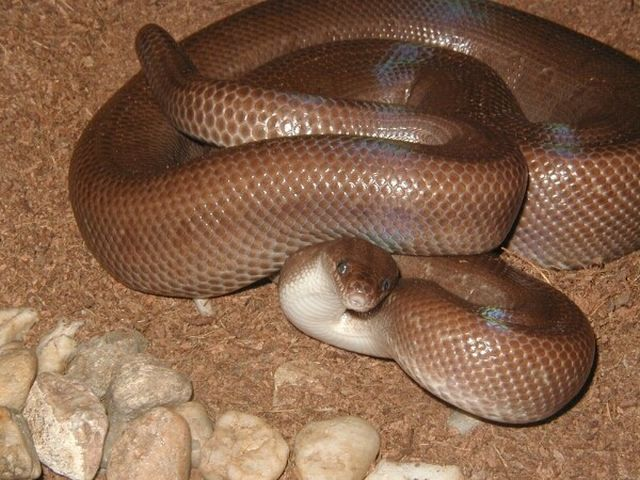
亜種コロンビアニジボア E. c. maurus